# FC Inter Turku
El Football Club International Turku (comúnmente conocido como FC Inter o Inter Turku) es un equipo de fútbol con sede en Turku, Finlandia. Fue fundado en 1990, y actualmente juega en la Veikkausliiga, la máxima categoría del fútbol finlandés. Desde 1996 junto al TPS es uno de los dos equipos de Turku que juegan en la Veikkausliiga. Ambos clubes comparten el Veritas Stadion en sus partidos como locales.
El equipo filial del FC Inter Turku es el Sinimustat, que en la actualidad juega en la Kakkonen, la tercera categoría de fútbol en Finlandia. FC Inter también tiene 14 equipos inferiores y una academia de fútbol en asociación con la ciudad de Turku.

## Historia
FC Inter (también conocido como Hinaajat) fue fundado en 1990 por Stefan Håkans, presidente de una empresa de remolcadores y de rescate marítimo, presuntamente después de que su hijo de 11 años de edad no pudiese formar parte de ningún equipo de jóvenes de Turku.
El club comenzó como un equipo de jóvenes hasta que en 1992 se fundó un equipo sénior y entró en el sistema de la Liga de Finlandia en la cuarta categoría (Tercera División). Al año siguiente, el club asume el lugar del Turun Toverit en la Segunda División a causa de los problemas financieros del club local. El mánager Timo Sinkkonen invirtió en nuevos jugadores y, finalmente, el club acabó en primer lugar y ascendió a la Primera División (Ykkönen).

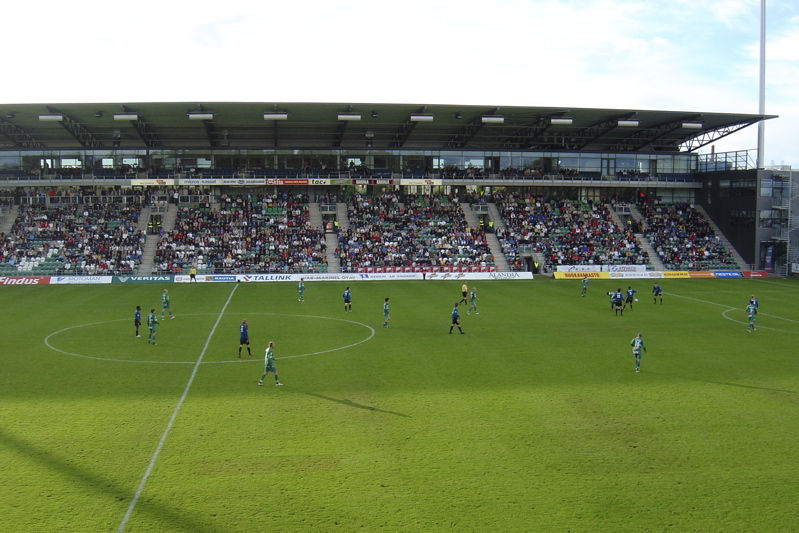
TPS vs FC Inter en el Veritas Stadion.

En 1995, alcanzó el primer lugar en el Ykkönen y ascendió, además logró llegar a la semifinal en la Copa de Finlandia. Se reforzó la plantilla con nuevos jugadores, y en 1996 los dos equipos de Turku disputaron la Veikkausliiga, consiguiéndose récords de asistencia con 8.200 espectadores en el derbi local entre el TPS y el Inter Turku.
En 1997, el club descendió al quedar último en la Veikkausliiga, pero se logró la promoción de nuevo la temporada siguiente. Desde entonces, el club ha terminado entre los puestos 7.º y 4.º en la liga, y mantiene una constante afluencia de jugadores extranjeros, así como jóvenes jugadores de las categorías inferiores.
Durante la temporada 2006 el club despidió a su mánager Kari Virtanen y contrató como nuevo entrenador al holandés René van Eck. Después de la temporada van Eck regresó a Suiza para entrenar a FC Wohlen, y otro holandés, Job Dragtsma, se hizo cargo.
En 2008 obtuvo su primer título de campeón finés después de ganar contra el FF Jaro en el último partido, accediendo por primera vez a la 2.ª ronda previa de la Liga de Campeones.

## Temporada a temporada
| Temporada | Categoría | División       | Posición | / | Temporada | Categoría | División      | Posición |
| --------- | --------- | -------------- | -------- | - | --------- | --------- | ------------- | -------- |
| 1992      | 4         | III divisioona | 5.º      |   | 2012      | 1         | Veikkausliiga | 2.º      |
| 1993      | 3         | II divisioona  | 2.º      |   | 2013      | 1         | Veikkausliiga | 9.º      |
| 1994      | 2         | Ykkönen        | 3.º      |   | 2014      | 1         | Veikkausliiga | 10.º     |
| 1995      | 2         | Ykkönen        | 1.º      |   | 2015      | 1         | Veikkausliiga | 4.º      |
| 1996      | 1         | Veikkausliiga  | 5.º      |   | 2016      | 1         | Veikkausliiga | 11.º     |
| 1997      | 1         | Veikkausliiga  | 7.º      |   | 2017      | 1         | Veikkausliiga | 9.º      |
| 1998      | 2         | Ykkönen        | 2.º      |   | 2018      | 1         | Veikkausliiga | 7.º      |
| 1999      | 1         | Veikkausliiga  | 3.º      |   | 2019      | 1         | Veikkausliiga | 2.º      |
| 2000      | 1         | Veikkausliiga  | 7.º      |   | 2020      | 1         | Veikkausliiga | 2.º      |
| 2001      | 1         | Veikkausliiga  | 5.º      |   | 2021      | 1         | Veikkausliiga | 4.º      |
| 2002      | 1         | Veikkausliiga  | 5.º      |   | 2022      | 1         | Veikkausliiga | 5.º      |
| 2003      | 1         | Veikkausliiga  | 7.º      |   |           |           |               |          |
| 2004      | 1         | Veikkausliiga  | 4.º      |   |           |           |               |          |
| 2005      | 1         | Veikkausliiga  | 5.º      |   |           |           |               |          |
| 2006      | 1         | Veikkausliiga  | 10.º     |   |           |           |               |          |
| 2007      | 1         | Veikkausliiga  | 9.º      |   |           |           |               |          |
| 2008      | 1         | Veikkausliiga  | 1.º      |   |           |           |               |          |
| 2009      | 1         | Veikkausliiga  | 5.º      |   |           |           |               |          |
| 2010      | 1         | Veikkausliiga  | 6.º      |   |           |           |               |          |
| 2011      | 1         | Veikkausliiga  | 2.º      |   |           |           |               |          |

## Jugadores

### Jugadores destacados
| - Luciano Álvarez - Diego Corpache - Aris - Marcel Mahouvé - Serge N'Gal - Domagoj Abramović - Ats Purje - Timo Furuholm - Jermu Gustafsson - Samuli Lindelöf - Mika Mäkitalo | - Mika Ojala - Teemu Turunen - Artim Šakiri - Jos Hooiveld - Dominic Chatto - Kennedy Nwanganga - Patrick Bantamoi - Joakim Jensen - Martin Kayongo-Mutumba - Richard Teberio - Karl Tomkins |

### Altas y bajas 2023-24 (verano)
Altas 
| Jugador | Nacionalidad | Posición | Procedencia  | Tipo | Precio |
| ------- | ------------ | -------- | ------------ | ---- | ------ |
|         | Bandera de ? |          | Bandera de ? |      |        |

Bajas 
| Jugador | Nacionalidad | Posición | Destino      | Tipo | Precio |
| ------- | ------------ | -------- | ------------ | ---- | ------ |
|         | Bandera de ? |          | Bandera de ? |      |        |

## Palmarés
- Veikkausliiga (1): 2008
- Copa de Finlandia (2): 2009, 2017/18
- Copa de la Liga de Finlandia (3): 2008, 2024, 2025

## Récords
- Mayor goleador: Timo Furuholm, 102 goles (2005 - 2011 / 2017 - )
- Más partidos disputados: Ari Nyman, 474 partidos (2002 - 2007 / 2009 - 2018)

## Participación en competiciones de la UEFA
| Temporada | Torneo                        | Ronda            | Club            | Casa | Visita | Global      |
| --------- | ----------------------------- | ---------------- | --------------- | ---- | ------ | ----------- |
| 2005      | UEFA Intertoto Cup            | 1                | ÍA              | 0–0  | 4–0    | 4–0         |
| 2005      | UEFA Intertoto Cup            | 2                | Varteks         | 2–2  | 3–4    | 5–6         |
| 2009–10   | UEFA Champions League         | Clasificatoria 2 | Sheriff         | 0–1  | 0–1    | 0–2         |
| 2010–11   | UEFA Europa League            | Clasificatoria 3 | Genk            | 1–5  | 2–3    | 3–8         |
| 2012−13   | UEFA Europa League            | Clasificatoria 2 | Twente          | 0–5  | 1–1    | 1–6         |
| 2013–14   | UEFA Europa League            | Clasificatoria 1 | Víkingur Gøta   | 0–1  | 1–1    | 1–2         |
| 2019–20   | UEFA Europa League            | Clasificatoria 1 | Brøndby         | 2–0  | 1–4    | 3–4         |
| 2020–21   | UEFA Europa League            | Clasificatoria 1 | Honvéd          | –    | 1–2    | 1–2 (t. s.) |
| 2021–22   | UEFA Europa Conference League | Clasificatoria 1 | Puskás Akadémia | 1–1  | 0–2    | 1–3         |
| 2022–23   | UEFA Europa Conference League | Clasificatoria 1 | Drita           | 1-0  | 0-3    | 1-3         |

## Entrenadores anteriores
- Anders Romberg (1992)
- Timo Sinkkonen (1993–94)
- Hannu Paatelo (1995–97)
- Tomi Jalo (1997–98)
- Steven Polack (1998)
- Timo Askolin (1999-00)
- Pertti Lundell (enero de 2001–diciembre de 2002)
- Kari Virtanen (enero de 2003–septiembre de 2006)
- Jan Stahre (2004–05)
- René van Eck (septiembre de 2006–noviembre de 2006)
- Job Dragtsma (enero de 2007–2016)
- Jami Wallenius (2016)
- Shefki Kuqi (2016)
- Fabrizio Piccareta (2016-2018)
- José Riveiro (2018-21)
- Miguel Grau (2022)
- Ramiro Muñoz (2022)
- Jarkko Wiss (2023-)